# Качество чеканки монет
По особенностям технологического процесса чеканки коллекционные монеты делятся на две основные группы: исполненные в обычном или улучшенном качестве — «анциркулейтед»; и исполненные в качестве «пруф».
Анциркулейтед (АЦ или А/Ц) (англ. uncirculated {UC}) — монеты, которые не циркулировали, то есть не были в обиходе. Это монеты традиционного высокоавтоматизированного чеканного производства: курсовые и разменные монеты (обращающиеся по номиналам в качестве реальных платёжных средств), а также монеты из драгоценных металлов инвестиционного назначения, тиражи которых могут достигать нескольких миллионов штук. На монетах этого вида нет зеркальных поверхностей, поля, рисунки и надписи имеют одинаковую поверхностную матовую структуру, рельефы не контрастируют с полями. Рисунки на реверсах таких монет зачастую несложные, одноплановые.
Бриллиант-анциркулейтед (БА или Б/А) (англ. brilliant uncirculated {BU}) — монеты улучшенного качества, имеющие ровную блестящую поверхность поля и рельефа, чёткие ясные линии рисунков. Они не имеют мелких насечек, царапин и других повреждений, обусловленных особенностями автоматизированного производства, что достигается более тщательной подготовкой инструментов и заготовок, а также мерами по защите монет от механических воздействий при выбросе готовой продукции в накопители станков и других технологических участках автоматической подачи.
Пруф (англ. proof) — монеты высшего качества, имеющие ровную зеркальную поверхность поля и контрастирующий с ней матированный рисунок рельефа. Чеканятся полированными штемпелями на полированных заготовках. Одним из необходимых условий технологии пруф является двойной удар штемпелем по заготовке для предотвращения непрочекана изображения вследствие неполного заполнения металлом монеты штемпеля. Рельеф должен быть чётким, с хорошо видимыми мельчайшими деталями. На изделиях качества пруф не должно быть не только видимых невооружённым глазом царапин, насечек, заусениц, мельчайших неровностей поверхности поля, но и следов прикосновения рук. Поэтому такие изделия, как правило, упаковываются в специальную капсулу для предотвращения повреждения поверхности. По технологии пруф, как правило, выпускаются сувенирные монеты.
Пруф-лайк (англ. proof-like) — подобные пруфу. Этот термин появился для обозначения качества монет, которые внешне похожи на пруф, однако монетный двор не гарантирует, что при их изготовлении технология «пруф» была соблюдена полностью. К примеру, считается, что пруфом могут называться монеты, изготовленные только из драгоценных металлов. Монеты качества пруф-лайк, так же, как и пруф, обычно упаковываются в защитную капсулу или плёнку.
Реверс фростед (англ. reverse frosted), антипруф (англ. antiproof), реверсивный пруф (англ. reverse proof) или снежный пруф (англ. frosted proof) — технология чеканки, освоенная монетными дворами ряда стран, при которой на поверхности монеты формируется шелковисто-матовое поле, а рельеф, напротив, зеркально-блестящий.